# Pseudanthias charleneae
Pseudanthias charleneae là một loài cá biển thuộc chi Pseudanthias trong họ Cá mú. Loài này được mô tả lần đầu tiên vào năm 2008.

## Từ nguyên
Từ định danh charleneae được đặt theo tên của Charlene, Thân vương phi Monaco, theo yêu cầu của chồng bà là Albert II của Monaco. Albert là người đã thắng trong một cuộc đấu giá để bảo tồn loài cá này tại Monaco vào năm 2007, cũng là người đã ủng hộ sáng kiến bảo tồn biển Bird's Head Seascape của Tổ chức Bảo tồn Quốc tế.

## Phạm vi phân bố và môi trường sống
P. charleneae hiện chỉ được tìm thấy tại vịnh Cenderawasih và đảo Bali (Indonesia), trên các rạn san hô ở độ sâu khoảng từ 40 đến 56 m.

## Mô tả
P. charleneae có chiều dài cơ thể lớn nhất được ghi nhận là 7,5 cm.
Cá đực có màu tím hồng, chuyển sang màu cam ở đầu và một phần thân trên phía trước, lốm đốm những vệt cam trên thân. Dưới gai vây lưng có một dải cam kéo dài xuống bụng. Sọc vàng viền tím nhạt từ mõm băng qua dưới mắt kéo đến gốc vây ngực. Gai vây lưng có màu hồng tím, dải vàng dọc theo rìa; phần vây mềm có màu đỏ cam, vàng hơn ở gần rìa, viền xanh tím. Vây hậu môn màu vàng, rìa có viền xanh tím. Vây đuôi có màu đỏ cam, viền tím nhạt ở chóp thùy, chóp thùy vàng cam. Vây bụng màu vàng ở nửa trước và trắng ở nửa sau, có viền xanh tím. Vây ngực trong suốt, phớt vàng.
Số gai ở vây lưng: 10; Số tia vây ở vây lưng: 16; Số gai ở vây hậu môn: 3; Số tia vây ở vây hậu môn: 7; Số gai ở vây bụng: 1; Số tia vây ở vây bụng: 5; Số tia vây ở vây ngực: 17–18; Số vảy đường bên: 47.

## Sinh thái học
P. charleneae đực sống theo chế độ hậu cung, gồm vài con cá cái trong lãnh thổ của nó. Mẫu định danh (cá đực) được thu thập trên một sườn dốc nhiều đá vụn với sự phát triển phong phú của san hô mềm, bơi cùng với nó có 6 con cái nhỏ hơn.